# Louise d'Épinay
Louise Florence Pétronille d'Épinay, nata Tardieu d'Esclavelles (Valenciennes, 11 marzo 1726 – Parigi, 17 aprile 1783), è stata una scrittrice francese.

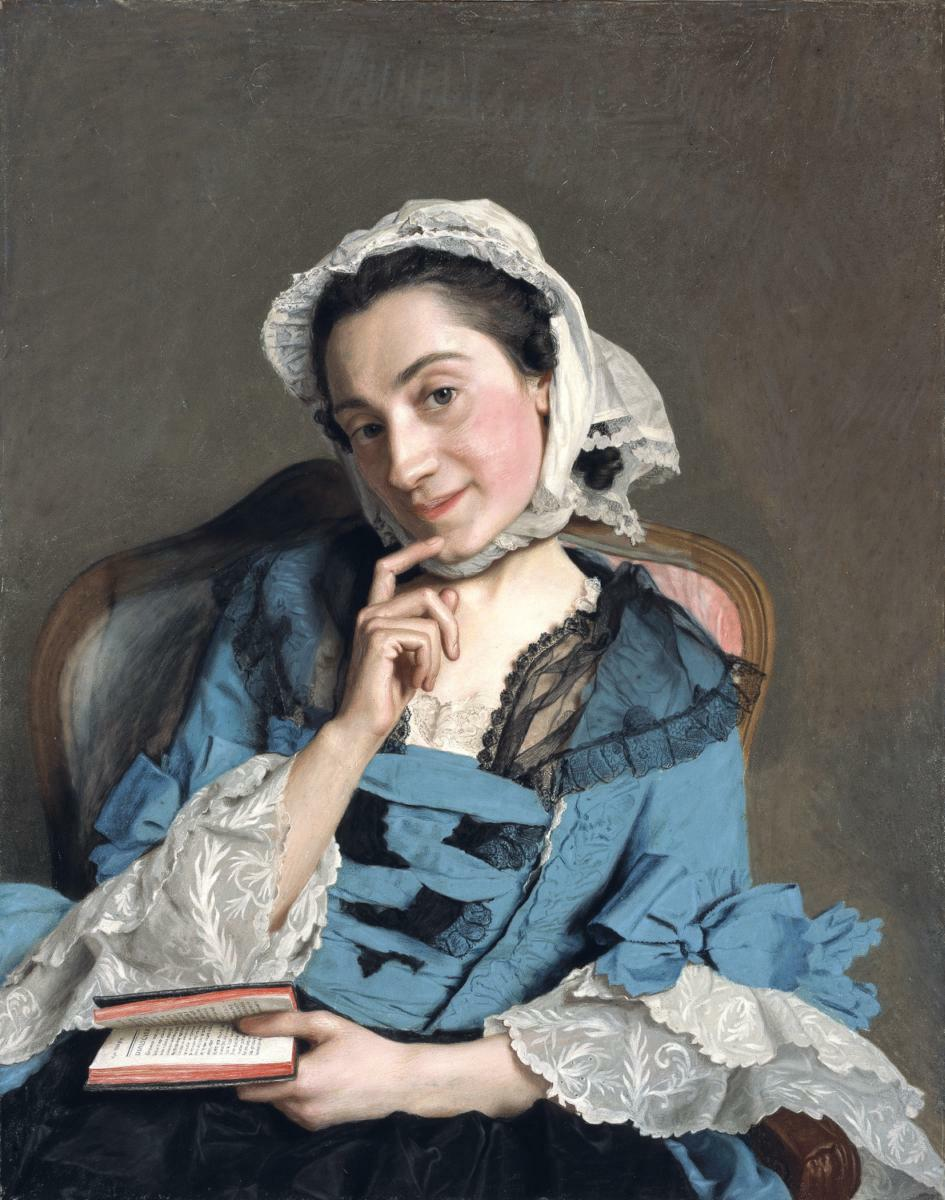
Jean-Étienne Liotard, Ritratto di madame d'Épinay, Ginevra, Museo d'Arte e Storia

Fu protettrice di Jean-Jacques Rousseau e tenne un salotto letterario frequentato dai migliori intellettuali europei dell'epoca.

## Biografia
Louise Tardieu d'Esclavelles nacque a Valenciennes: dopo la morte in battaglia del padre, militare di carriera, sposò il facoltoso cugino Denis Joseph de La Live d'Épinay, alto funzionario pubblico. Il matrimonio non fu felice e Louise d'Epinay cercò consolazione nell'amore per il giovane Dupin de Francueil: la sua infedeltà giustificò la richiesta di divorzio del marito, formalizzata nel 1749, a seguito del quale la d'Épinay si ritirò nel castello di La Chevrette, presso Montmorency, dove iniziò a ricevere numerosi visitatori illustri (tra i quali Charles Pinot Duclos, Voltaire, Carlo Goldoni, Ferdinando Galiani, Paul-Henri Dietrich d'Holbach e, soprattutto, Jean-Jacques Rousseau e Melchior Grimm).
Grande ammiratrice di Rousseau, nel 1756 lo invitò a stabilirsi in uno chalet (il cosiddetto Ermitage) ai margini del parco della Chevrette, dove il filosofo rimase per qualche tempo: si staccò dalla sua protettrice a causa dell'indiscrezione di Diderot e di Grimm, che divenne amante della d'Épinay.
Questo nuovo amore segnò un punto di svolta per la letterata, che non sopportò più lo stile di vita sino ad allora condotto alla Chevrette ed iniziò a viaggiare: soggiornò lungamente a Ginevra (1757 - 1759), dove fu ospite di Voltaire. Durante l'assenza di Grimm dalla Francia (1775 - 1776) fu lei a continuare, sotto la guida di Diderot, la corrispondenza con i vari sovrani europei iniziata dall'amante. 
La d'Épinay trascorse gran parte del resto della sua vita a La Briche, piccola abitazione presso La Chevrette, nel territorio di Deuil-la-Barre, dove continuò ad animare un circolo di uomini di lettere. Lasciò due importanti libri di memorie: i Mes moments heureux (1758) e le Mémoires de Mme d'Epinay (pubblicate postume nel 1818), che presentano un quadro completo ed efficace della società e dei costumi dell'epoca.
Compose anche vari saggi di morale, tra i quali Mes moments heureux (1752) e opere pedagogiche, come Lettres á mon fils (1758) e soprattutto Conversations d'Émilie (1774), premiata dall'Accademia di Francia, nella quale si ispirò al modello di Rousseau per fornire consigli a sua nipote.